# Nolberto Solano
Nolberto Solano, född 12 december 1974 i Callao, är en peruansk fotbollstränare och före detta fotbollsspelare. Solanos främsta position var som högermittfältare men han kunde också spela som högerback. 
I juli 2023 blev Solano anställd som ny huvudtränare i Superettan-klubben AFC Eskilstuna. I oktober 2023 blev han avskedad.

## Meriter

### Sporting Cristal
- Peruviansk ligamästare: 1994, 1995, 1996
- Copa Libertadores finalist: 1997

### Newcastle United
- UEFA Intertoto Cup: 2006

### Universitario de Deportes
- Peruviansk mästare: 2009

### Landslaget
- Kirin Cup: 1999, 2005

### Individuellt
- Årets spelare i Peru: 1997
- Invald i den bästa Sydamerikanska elvan: 1997
- Årets spelare i Sydamerika: 1997
- Årets "tillfälliga" högerback: 2003
- Världens bästa frisparkstagare: 2006